# Station Szeroki Bór
Station Szeroki Bór is een spoorwegstation in de Poolse plaats Szeroki Bór.